# Vale de Estrela
Vale de Estrela é uma povoação portuguesa sede da Freguesia de Vale de Estrela do Município da Guarda, freguesia com 13,94 km² de área e 355 habitantes (censo de 2021), tendo, por isso, uma densidade populacional de 25,5 hab./km².

## História
Esta freguesia designou-se Porcas até 16 de janeiro de 1928. A esta freguesia pertence ainda a povoação de Albardeiros.
Foi das primeiras aldeias do concelho da Guarda a ser eletrificada, retribuindo a Câmara da Guarda assim, o facto da água que se consumia na cidade, sair desta freguesia dum lugar que ficou sempre designado como "O Poço", na quinta da Montanheira, onde ainda são visíveis as velhas maquinarias, que elevavam a água que era canalizada para consumo doméstico na cidade.
Também por ser uma freguesia muito próxima da cidade, e apresentar relevo e vegetações variadas, foi muitas vezes escolhida pelo extinto Regimento de Infantaria N.° 12 (R12) da Guarda, para aí fazerem acampamentos e simulações/treinos para a ex guerra colonial, sendo frequente verem-se colunas militares a "invadirem e tomarem a aldeia".
Nas imediações da localidade existe um cruzeiro denominado "Marco das Três Bacias", implantado no ponto de convergência das bacias hidrográficas dos Rios Douro, Tejo e Mondego.
Efetivamente, à saída de Vale de Estrela e em direção a Manteigas, apanhamos o caminho (primeiro alcatroado e a seguir em terra batida), que facilmente nos conduz ao referido cruzeiro (que foi reconstruído nos finais do século XX) e que se localiza junto do ex "campo da bola"; Poderemos constatar que daquele alto uma das encosta faz escoamento de águas para a ribeira da Vela, que vai para o Rio Zêzere e portanto para o rio Tejo. Outra encosta escoa para a Ribeira da Quinta das Cabras e depois para o Rio Coa e o Rio Douro. Da terceira encosta o escoamento é feito para a Ribeira da Corujeira, que entra no Rio Mondego.
A partir deste ponto pode calmamente e em qualquer veículo, prosseguir viagem ao longo das eólicas até ao "Penedo Depois" e regalar-se com a amplitude visual em 360 graus. Continuando até à freguesia de Aldeia do Bispo, vira-se para os Albardeiros, Fontão, Portomé e através do vale, chega-se à Vela.
Já agora e se gosta de conduzir em terra batida ou estradas pouco usuais, saia da Guarda pelo caminho da prisão/cemitério, reveja o local onde as tropas do RI 12 treinavam o tiro (carreira de tiro, ainda usada por forças para-militares) e a já referida estação elevatória intermédia de água, desça até à igreja paroquial de Vale de Estrela e poderá virar para a direita através de uma estreita estrada alcatroada, chegar a Maçainhas (ou se preferir, a meio vire para a esquerda e vai até à Corujeira).

## Demografia
Nota: Nos anos de 1864 a 1920 denominava-se Porcas. Pelo decreto nº 14/912, de 16 de janeiro de 1928, passou a ter a atual designação.
A população registada nos censos foi:
| Distribuição da População por Grupos Etários | Distribuição da População por Grupos Etários | Distribuição da População por Grupos Etários | Distribuição da População por Grupos Etários | Distribuição da População por Grupos Etários |
| -------------------------------------------- | -------------------------------------------- | -------------------------------------------- | -------------------------------------------- | -------------------------------------------- |
| Ano                                          | 0-14 Anos                                    | 15-24 Anos                                   | 25-64 Anos                                   | > 65 Anos                                    |
| 2001                                         | 68                                           | 62                                           | 211                                          | 77                                           |
| 2011                                         | 43                                           | 46                                           | 216                                          | 89                                           |
| 2021                                         | 27                                           | 32                                           | 182                                          | 114                                          |